# Jošt Bronkhorstski
Jošt (Jodoc) Bronkhorstski imenovan tudi Jošt  Bronkhorstski in Borkulski ter Jošt Bronkhorstski-Batenburški (rojen 2. december 1503 - umrl v Eerbeeku, 15. oktober 1553, pokopan v Borkulu) je bil gospod in grof Bronkhorstski.

## Življenje
Jošt je bil sin Friderika Bronkhorstskega, gospoda Bronkhorstskega, Borkulskega in Steenderenskega od leta 1489 do 1508, in Matilde (Mete), hčerke grofa Osvalda I. Berškega in Elizabete Meurske. Leta 1516 je bil vpisan kot študent v Kölnu. Jošt je bil gospod Bronkhorstski do leta 1533, od leta 1533 do 1553 pa se je imenoval grof Bronkhorstski. Do leta 1518 je bila njegova mati med drugim skrbnica. Leta 1525 je bil prisiljen predati Steenderen vojvodi Karlu. Leta 1539 mu je bilo podeljeno v fevd gospostvo Borkulo.
Joštt se je leta 1530 poročil z Marijo iz Hoya (1508–1579), hčerko Erika III. iz Hoye (1477–1547) in Marije Innhausenske-Knyphausenske (1482–). V zakonu se jima je rodila hčerka Ana, ki je dobila ime po Joštovi sestri. Ana se je poročila z Janezom Raesfeltskim (1527–8. marec 1570), a je umrla okoli leta 1550, verjetno ob rojstvu njunega sina Janeza (ok. 1550–1. maj 1622).
Rodbina Bronkhorstskih je imela med drugim v lasti dvorec v Eerbeeku, podeželsko hišo v mestu Eerbeek v Gelderlandu. Po Joštovi smrti leta 1553 je posestvo s poroko njegove sestrične Ermgard Wiške prešlo v roke rodbine Limburških in Stirumskih. Leta 1553 je Rudolf IX., grof Diepholz, zahteval dedovanje grofije Bronkhorstske na podlagi poroke njegovega pradedka Otona Diepholza s Hedviko Bronkhorstsko Borkulsko, hčerko Otona Bronkhorstskega-Borkulskega.